# Ruszki (Janów)
Ruszki – część wsi Janów w Polsce położona w województwie mazowieckim, w powiecie sochaczewskim, w gminie Młodzieszyn.
W latach 1975–1998 Ruszki położone były w województwie skierniewickim.
Przez Ruszki przebiega droga wojewódzka nr 577 Ruszki-Gąbin-Łąck oraz droga krajowa nr 50 Ciechanów-Wyszogród-Ostrów Mazowiecka.

## Historia
W XVI wieku Ruszki posiadały wyodrębnionych 7 działów o łącznej powierzchni 11 1/2 łana. Od XIX wieku własność Ludwika Wężyka-Rudzkiego, właściciela dworu w Giżycach. W tym okresie wieś i folwark liczyła 144 mieszkańców oraz 16 domów. W latach 30. XIX wieku własność Fryderyka Koelichena von Rustern i w rękach tej rodziny aż do roku 1902, gdy zakupił go Władysław Suski. Ostatnim rządcą folwarku w Ruszkach został Witold Grzybowski, który pełnił tę funkcję do roku 1945.
W pierwszej połowie XIX wieku powstał tu dwór murowany, przebudowany przez Suskiego w XX wieku. Po II wojnie światowej dwór stał się do roku 1993 siedzibą szkoły podstawowej z poddaszem przeznaczonym na mieszkania dla nauczycieli. Opuszczony dwór niszczeje.
W 1937 roku ustawiono na rozdrożu lotniczą wieżę nawigacyjną o wysokości 22 m, która podczas okupacji pełniła rolę wieży obserwacyjnej. Ustawiona była na granicy pomiędzy terenami włączonymi do Rzeszy Niemieckiej a Generalnym Gubernatorstwem, zdemontowana po roku 2000. Ustawiona ponownie w sierpniu 2009 r. Wieżę wyremontowała firma Energomontaż Północ z Sochaczewa.
We wsi znajduje się opuszczony cmentarz wojenny z okresu I wojny światowej.
W miejscowości w dniu 24 kwietnia 2010 roku zginął tragicznie (w wyniku wypadku samochodowego) znany aktor Wojciech Siemion.

## Zabytki
- dwór z I poł. XIX w. w stylu późno klasycystycznym nr rej.: 608/62 z 4.04.1962; wokół pozostałości parku krajobrazowego o powierzchni 2 ha, nr rej.: 424/608/62 z 5.05.1980

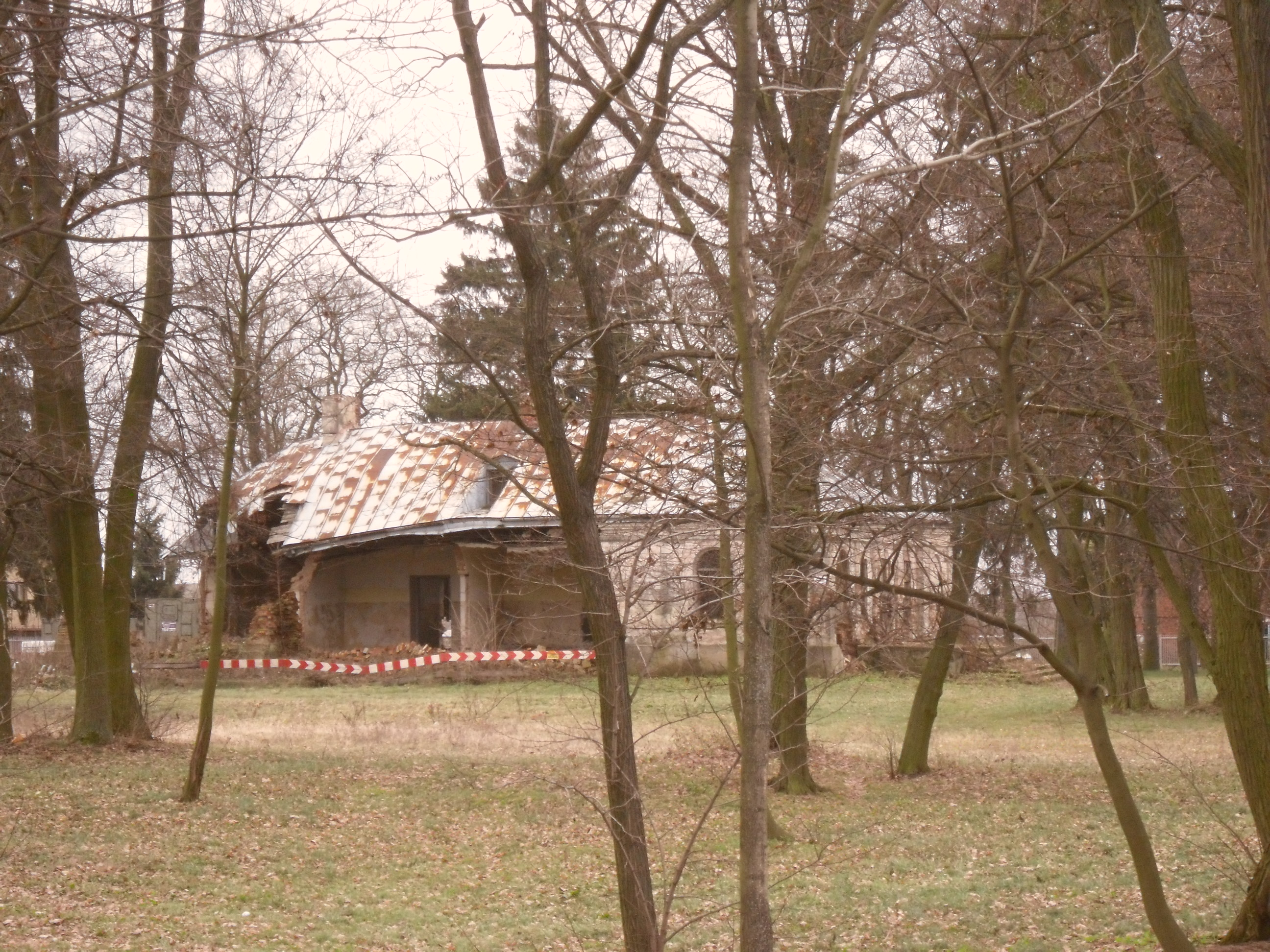
Dwór w Ruszkach

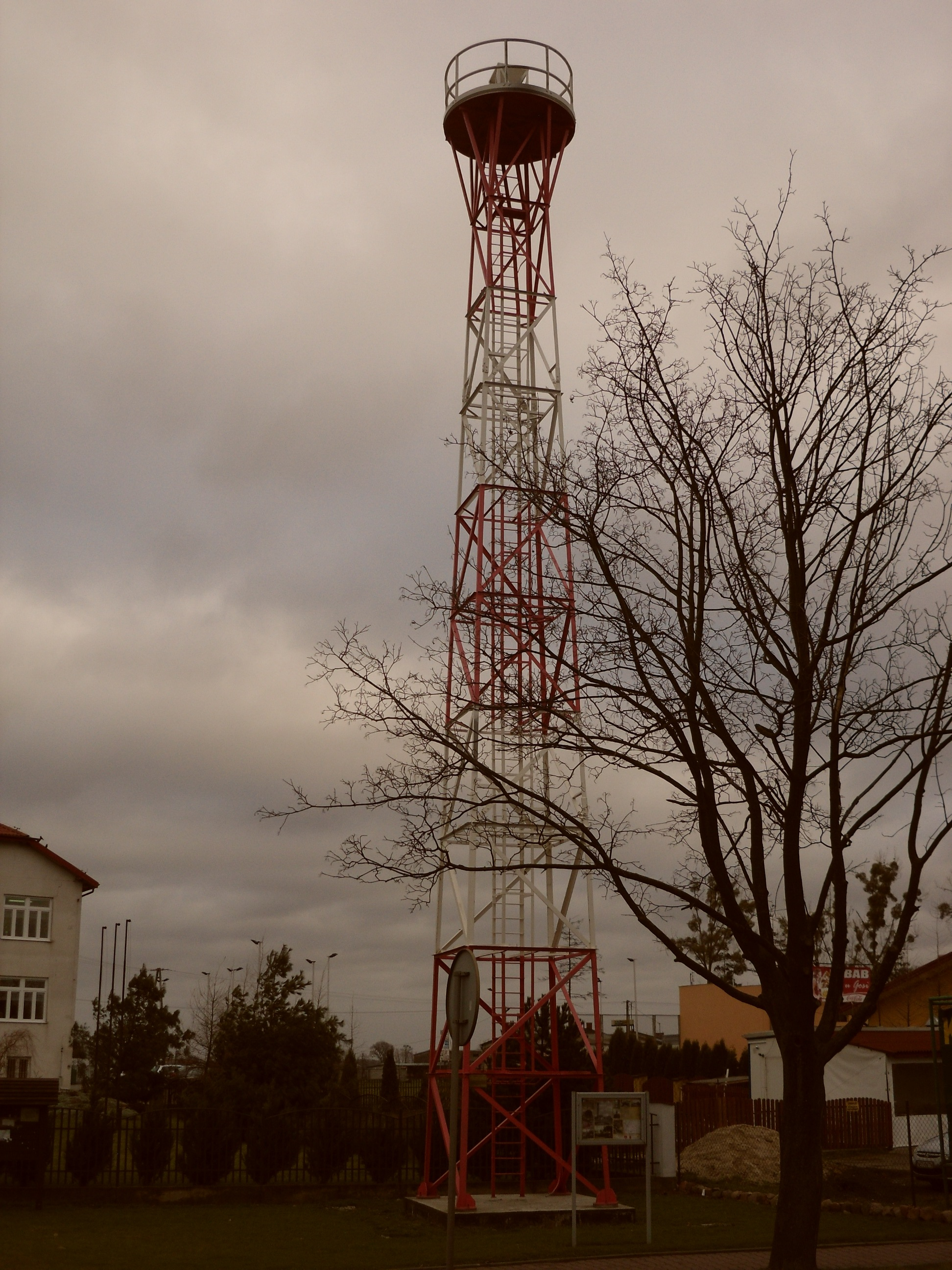
Lotnicza wieża nawigacyjna